# Catedral del Sagrado Corazón (Knoxville)
La Catedral del Sagrado Corazón  (en inglés: Sacred Heart Cathedral) es una catedral católica situada en Knoxville, Tennessee, Estados Unidos. Es la sede de la Diócesis de Knoxville.
La Parroquia del Sagrado Corazón se remonta a 1952 cuando el Obispo William Adrian de Nashville; determinó que  Knoxville necesitaba una tercera parroquia católica. La parroquia fue creada oficialmente el 1 de enero de 1956 con 199 familias. El Padre Dolan fue nombrado primer pastor de la parroquia y sirvió en el lugar hasta 1972.
La nueva catedral se construyó frente a la iglesia existente. Las obras comenzaron el 19 de abril de 2015, y se planeó terminarlas en 2017. El Número de asientos aumentará a alrededor de 1.000 y se incrementara el espacio de culto para la iglesia en unos 20,000 pies cuadrados.